# دالي جاي ستيفنز
دالي جاي ستيفنز (بالإنجليزية: Dale J. Stephens)‏ هو كاتب أمريكي، ولد في 1992.